# Ambasada Hondurasu w Berlinie
Ambasada Hondurasu w Berlinie (hisz. Embajada de Honduras en Berlín) – misja dyplomatyczna Republiki Hondurasu w Republice Federalnej Niemiec.
Ambasador Hondurasu w Berlinie akredytowany jest również w Rzeczypospolitej Polskiej i Gruzji.